# ليلى بنت صالح محمد زعزوع
البروفيسورليلى بنت صالح محمد زعزوع.

## حياتها ونشأتها
عضوهيئة تدريس بقسم الجغرافية بكلية الاداب جامعة الملك عبد العزيز بجدة قسم الجغرافية التخصص العام في الجغرافية البشرية التخصص الدقيق: الجغرافية الإجتماعية التطبيقية مثل مشكلات إجتماعية: الاهتمامات، وجغرافية الجريمة، وجغرافية الأديان، والجغرافية التاريخية لشبة الجزيرة العربية.

## الشهادات العلمية
- 1988: درجة الماجستير من الجغرافية، الاداب والعلوم الإنسانية، جامعة الملك عبد العزيز بجدة، جدة، المملكة العربية السعودية.
- 1977: درجة البكالوريوس من الجغرافية، الآداب والعلوم الإنسانية، جامعة الملك عبد العزيز بجدة، جدة، المملكة العربية السعودية.
- 1966: درجة الدكتوراة من الجغرافية، العلوم الإجتماعية، جامعة الإمام محمد بن سعود الإسلامية، الرياض، المملكة العربية السعودية.

## الخبرات السابقة
- 2006: أستاذ دكتور - جامعة الملك عبد العزيز.
- 2002: أستاذ مشارك، جامعة الملك عبد العزيز، جدة، المملكة العربية السعودية.
- 1977: أستاذ مساعد، جامعة الملك عبد العزيز، جدة، المملكة العربية السعودية.
- 1988: محاضرة، جامعة الملك عبد العزيز، جدة، المملكة العربية السعودية.
- 1978: معيدة، جامعة الملك عبد العزيز، جدة، المملكة العربية السعودية.
- 2015 - متقاعد: أستاذ دكتور، جامعة الملك عبد العزيز بجدة، جدة، المملكة العربية السعودية.

## مؤلفاتها
| الاسم                                                             | دار النشر                   | تاريخ النشر | عدد الصفحات | ردمك ISBN            | المصدر      |
| ----------------------------------------------------------------- | --------------------------- | ----------- | ----------- | -------------------- | ----------- |
| مقدمة في الجغرافية الاجتماعية، الطيعة الثالثة                     | الدار العربية للعلوم ناشرون | 2013        | 176         | (ردمك 9789953872001) | [ 2 ] [ 3 ] |
| مكة المكرمة ؛ التفاعل الحضاري في المكان المقدس                    | الدار العربية للعلوم ناشرون | 2005        |             | (ردمك 9786140200296) | [ 4 ] [ 5 ] |
| حقوق الرسول صلى الله عليه وسلم على أهل الكتاب في التوراة والإنجيل | الدار العربية للعلوم ناشرون |             | 111         |                      | [ 6 ]       |
| جغرافية الانتخابات                                                | الدار العربية للعلوم ناشرون |             | 150         |                      | [ 7 ]       |
| رحلة المرأة للعمل في مدينة جدة                                    | الدار العربية للعلوم ناشرون | 2004        | 278         | (ردمك 9786144217399) | [ 8 ]       |
| جدة؛ معطيات المكان وآفاق الزمان، الطبعة الثانية                   | الدار العربية للعلوم ناشرون | 2011        | 304         |                      | [ 9 ]       |
| السطوة في عالم متغير                                              | الدار العربية للعلوم ناشرون | 2002        | 80          |                      | [ 10 ]      |
| قدسية مكة المكرمة والمدينة المنورة في كتب اليهود والنصارى         |                             |             |             |                      | [ 11 ]      |
| جغرافية الجريمة                                                   | الدار العربية للعلوم ناشرون |             |             |                      | [ 12 ]      |
| عطرك في يدي                                                       | الدار العربية للعلوم ناشرون | 2002        | 96          |                      | [ 13 ]      |
| السياحة والترويج في جدة ؛ المفاهيم والسياسات والموارد             | الدار العربية للعلوم ناشرون | 2007        | 319         | (ردمك 9789953874319) | [ 14 ]      |